# Tranvías en Argentina

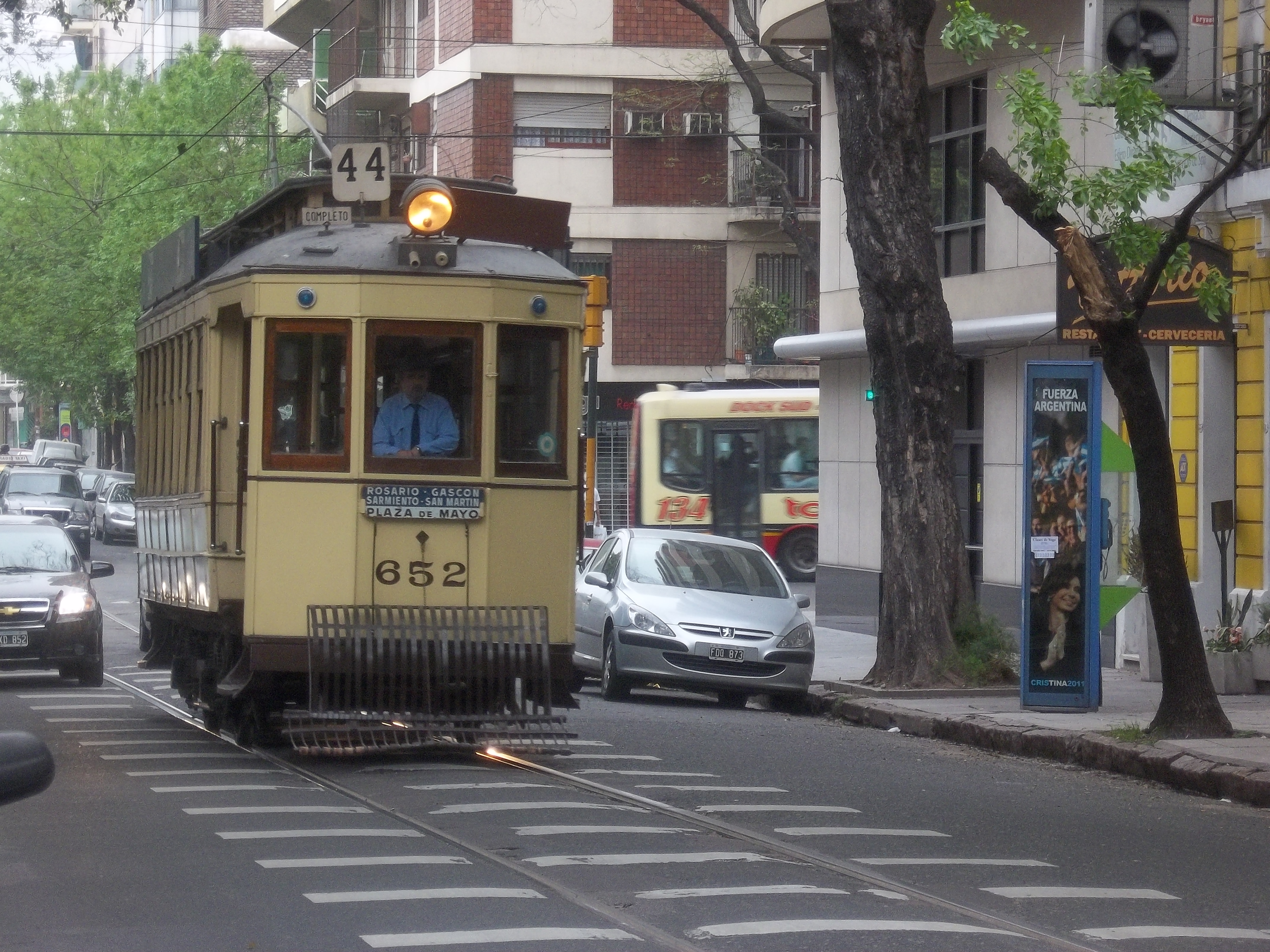
Tranvía histórico circulando por el barrio porteño de Caballito.

Los Tranvías de Argentina fueron un medio de transporte que funcionó en varias ciudades de ese país desde el 14 de julio de 1863 hasta mediados de la década de 1960, tras la decisión de poder ejecutivo de suspender su funcionamiento, argumentando un importante déficit y la obsolescencia de su material rodante.

## Inauguración

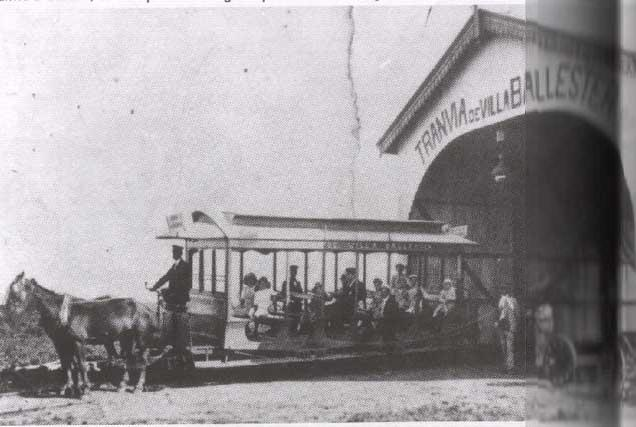
Antigua estación de Tranvías de Villa Ballester, Buenos Aires, 1912. Impulsado por tracción a sangre.

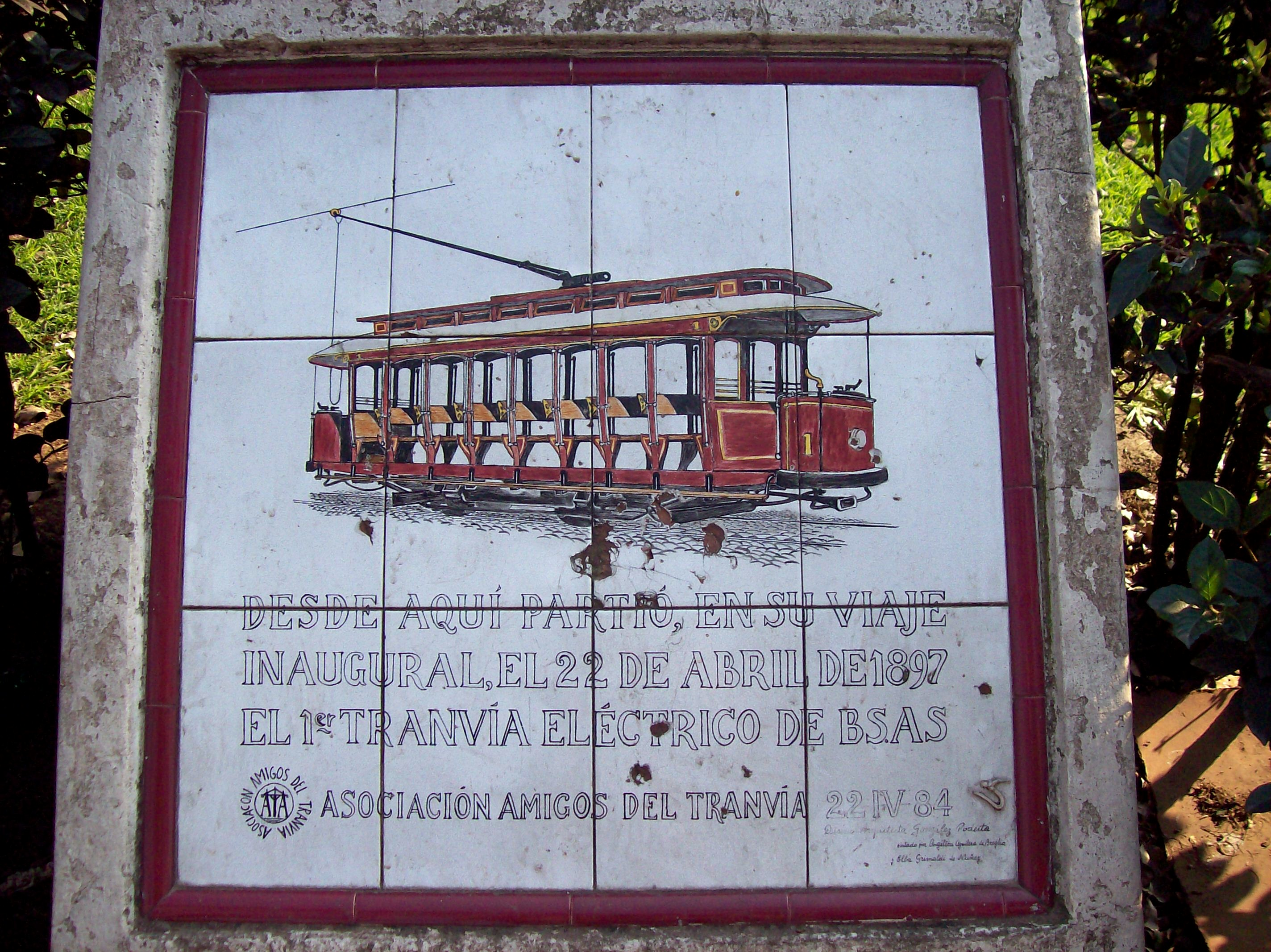
Mosaico recordatorio de la primera salida de un tranvía eléctrico en Buenos Aires. Fue colocada en Plaza Italia, lugar desde donde partió, por la Asociación Amigos del Tranvía

En la Argentina hubo tranvías en muchas ciudades, y con los más variados sistemas de propulsión. La red más importante fue la de Buenos Aires, con casi 900 km de vías. El primer tranvía porteño (de tracción a sangre) circuló en 1863, siendo en ese caso sólo una prolongación del Ferrocarril del Norte, desde la Plaza de Mayo a Retiro. En 1865 el Ferrocarril del Sur hizo lo propio e instaló su línea de tranvías de prolongación desde la Estación Constitución hasta el predio de Lima y Av. Belgrano. El 27 de febrero de 1870 comenzaron a rodar tranvías por el casco céntrico de Buenos Aires, con la inauguración simultánea del “Tramway Central” de los hermanos Julio y Federico Lacroze (que unía la Plaza de Mayo con el Once por la calle Gral. J. D. Perón, entonces Cangallo), y del “Tramway de la Calle Cuyo”, empresa de los hermanos Teófilo y Nicanor Méndez (que tenía las mismas cabeceras, pero circulaba a lo largo de la paralela calle Sarmiento, entonces Cuyo, apenas a 100 metros de distancia). El tranvía eléctrico llegó a Buenos Aires en 1897, aunque el primero de su tipo circuló en La Plata en 1892.
En 1888 se inauguró una línea como “Tramway Rural” de los hermanos Lacroze de 47 km (29 millas) tirados por caballos desde Buenos Aires a través del campo hacia el pueblo de Pilar.
Además de Buenos Aires y La Plata, tuvieron tranvías eléctricos las ciudades argentinas de Avellaneda, Bahía Blanca, Concordia, Córdoba, Corrientes, Lomas de Zamora, Mar del Plata, Mendoza, Necochea, Paraná, Quilmes, Rosario, Salta, Santa Fe y Tucumán.
Incluso ciudades argentinas menores contaron con tranvías de tracción animal. Por ejemplo en Chivilcoy, provincia de Buenos Aires, se otorgó en 1872 a la sociedad Carlos Villate y Cía. una concesión para establecer una línea de tranvías, que en realidad debió esperar hasta 1895 para formalizarse, a través del consorcio Vega-Castro, entre la estación Norte y la avenida Villarino. Sólo circulaban dos unidades. Otra ciudad bonaerense, Florencio Varela, tuvo un tranvía que unía la estación del Ferrocarril Sud con el barrio Villa Vatteone. En este caso, para un recorrido aproximado de 2 km se contaba con un solo coche.

## Líneas

### Buenos Aires
- Compañía de Tramways Anglo Argentina
- Compañía de Tramways Lacroze
- Compañía de Tramways Eléctricos del Sud
- Compañía de Tramways del Puerto

### Bahía Blanca

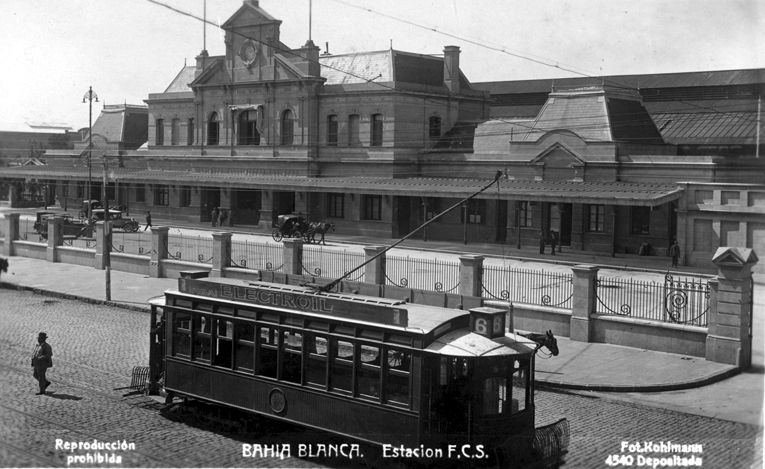
Un tranvía circulando por la avenida General Cerri de Bahía Blanca, frente a la estación Bahía Blanca Sud.

El sistema tranviario de Bahía Blanca fue inaugurado en 1904 y operó hasta 1938, cuando fue clausurado por decisión del gobierno municipal. Entre 1904 y 1910 utilizó tracción a vapor y entre este último año y su cierre, tracción eléctrica. A su cierre contaba con nueve líneas de trocha ancha (1,676 mm) y 27 kilómetros de extensión, cuya mayor parte vinculaba las estaciones ferroviarias Bahía Blanca Sud y Bahía Blanca Noroeste, aunque existían otras que alcanzaban Villa Harding Green y la estación del Ferrocarril Rosario a Puerto Belgrano, pasando por el centro de la ciudad. 
Los servicios fueron administrados entre su fundación y 1924 por la empresa Ferrocarril Bahía Blanca al Noroeste, que estaba controlada por el Ferrocarril Buenos Aires al Pacífico. Entre 1924 y 1927, pasaron a estar bajo la órbita del Ferrocarril del Sud, quien más tarde se desprendió de los mismos en favor de las Empresas Eléctricas de Bahía Blanca, subsidiaria de la Compañía Ítalo Argentina de Electricidad. Bajo esta última administración el servicio experimentó una situación de declive que llevó al levantamiento de los servicios.
Los coches retirados de servicio fueron vendidos a la Corporación de Transportes de la Ciudad de Buenos Aires.

### Córdoba
En Córdoba se inicia el transporte con tranvía a caballo en 1879, declinando hacia 1920 y terminando en 1925. Pero desde 1909 ya había tranvía eléctrico, llegando a tener 95 km. y 137 coches, pero el sistema fue reemplazado por ómnibus a partir de 1962.

### Mendoza
Desde el año 2012 funciona el sistema Metro tranvía de Mendoza, siguiendo una gran aceptación pública y aportando una fluidez al tránsito urbano.

### Entre Ríos
En Paraná, comenzaron a operar en el año 1921, eran seis líneas y catorce unidades en total. Circularon por cuatro décadas, finalmente el 20 de julio de 1962 cesaron sus operaciones, siendo reemplazados por colectivos.
En Concordia, operó un servicio de tranvías a caballos de 7 km de longitud entre 1880 y 1915. Desde 1928 a 1963 operaron dos líneas eléctricas de trocha métrica (únicas en el país) con 9 km de vías.

## Declive
Desde 1960 comenzó la desactivación masiva de líneas en todo el país. En Buenos Aires dejaron de funcionar el 19 de febrero de 1963 (línea 38). La última ciudad de la Argentina en la que circularon tranvías fue La Plata, capital de la provincia de Buenos Aires. El viaje final fue cumplido el 25 de diciembre de 1966.
Tras un interregno de casi veinte años, el 15 de noviembre de 1980 la Asociación Amigos del Tranvía, fundada en 1976 y presidida desde entonces por el arquitecto Aquilino González Podestá, pudo inaugurar el “Tramway Histórico de Buenos Aires”, un museo viviente de tranvías históricos restaurados que desde entonces funciona todos los fines de semana y días feriados por el barrio de Caballito.

## Resurgimiento
En 1987 se abrió una línea de tranvías modernos en el sudoeste de la ciudad de Buenos Aires, llamado Premetro, mientras que en 1995 se inauguró el Tren de la Costa, una línea que aprovecha el trazado del ex-Ferrocarril “del Bajo” Bartolomé Mitre-Delta, pero que se equipó con coches de tranvía moderno.
En 2006 se lanzó el proyecto del “Tranvía del Este”, que fue inaugurado oficialmente el sábado 14 de julio de 2007 y librado al servicio público el 25 de julio siguiente, en su primer tramo a lo largo del barrio porteño de Puerto Madero, como un servicio experimental y de demostración, equipado con modernas unidades Citadis 302 traídas desde Mulhouse, Francia, mediante acuerdo con el gobierno de ese país. A poco tiempo de comenzar su operación, en 2012, dejó de prestar servicio. Actualmente se encuentra en estado de abandono.
En 2012 fue inaugurado el Metrotranvía Urbano en la Ciudad de Mendoza, el cual actualmente se encuentra prestando servicio. El servicio de Metrotranvía recorre a lo largo de su traza cuatro importantes departamentos de la Provincia de Mendoza; Maipú, Godoy Cruz, Ciudad y Las Heras. Posee 2 Estaciones Principales (Estación General Gutiérrez y Estación Mendoza) y 21 paradores a lo largo de los 17 km que comprenden su recorrido. Actualmente se encuentra en construcción la expansión del recorrido hacia el norte hasta el Aeropuerto de Mendoza y hacia el sur hasta Chacras de Coria, en Luján de Cuyo